# ツバル国王
ツバル国王（ツバルこくおう、英語: King of Tuvalu）は、ツバルの君主の称号（君主号）である。ツバルの国家元首であり、イギリス国王が兼位する。1978年に英連邦王国の一国として独立したのに伴い、王位が設けられた。

## 概要
象徴的な存在であり、実権はほとんど持たない。通常はツバル総督がその職務を代行する。
チャールズ3世のツバル国王としての正式な称号は、
Charles the Third, by the Grace of God, King of Tuvalu and of His other Realms and Territories, Head of the Commonwealth.
神の恩寵による、ツバルならびにその他の諸王国および諸領土の王、コモンウェルス首長、チャールズ3世
である。

## 国王の一覧
| 代  | 国王（女王）               | 国王（女王） | 出身家       | 在任期間                     | 在任期間     | 備考 |
| --- | -------------------------- | ------------ | ------------ | ---------------------------- | ------------ | ---- |
| 001 | エリザベス2世 Elizabeth II |              | ウィンザー家 | 1978年10月1日 - 2022年9月8日 | 43年 + 342日 |      |
| 002 | チャールズ3世 Charles III  |              | ウィンザー家 | 2022年9月8日 - （在位）      | 2年 + 185日  |      |